# Alferce
Alferce ist eine Gemeinde (Freguesia) im portugiesischen Kreis (Concelho) von Monchique. In ihr leben 391 Einwohner (Stand 19. April 2021).

## Geografie und Verkehr
Alferce liegt in der Gebirgslandschaft der Serra de Monchique. Über die Nationalstraße N267 ist der Ort mit der 8 km westlich liegenden Kreisstadt Monchique verbunden.

## Geschichte und Sehenswürdigkeiten
Hier bestand eine Siedlung der Bronzezeit, die im 5. Jahrhundert neu besiedelt wurde. Ab 711 eroberten die Mauren die Iberische Halbinsel. Sie legten hier im 10. Jahrhundert eine Festung an, als Teil des Verteidigungssystems von Silves. Der heutige Ortsname geht vermutlich auf diese Zeit zurück, auf den arabischen Begriff al-Faris für „Reiter“. Die Ausgrabungen der Festungsanlagen sind zu besichtigen.
Im Verlauf der Reconquista kamen 1249 die letzten Gebiete der Algarve an das Königreich Portugal, und damit auch Alferce. Es blieb eine Gemeinde des Kreises Silves, bis 1773 der Kreis Monchique durch Ausgliederung aus dem Kreis Silves entstand. Seither gehört Alferce zum Kreis Monchique.
Die Gemeindekirche Igreja Paroquial de Alferce, nach ihrem Schutzpatron (dem hl. Roman von Antiochia) auch Igreja de São Romão, steht unter Denkmalschutz. Zudem sind verschiedene Wasser- und Windmühlen in der Gemeinde zu sehen.